# 陈新年
陈新年（1953年—），男，浙江人，中国人民解放军少将，曾任中国人民解放军总后勤部卫生部副部长，四川省军区副司令员，药典委员会副主任委员。 